# Lijst van gemeenten in het Brussels Hoofdstedelijk Gewest

De 19 Brusselse gemeenten

De 19 Brusselse gemeenten zijn de politieke onderverdelingen van het Brussels Hoofdstedelijk Gewest, een van de drie gewesten van België. De gemeentes zijn onder andere verantwoordelijk voor het gemeentelijk onderwijsnet en het onderhoud van wegen. Zoals elders in het land bestaat de gemeentelijke administratie uit een burgemeester, een college van schepenen en een gemeenteraad.
In 1831 was België nog opgedeeld in 2739 gemeenten, waaronder de 19 van het huidige Brussels Hoofdstedelijk Gewest. In tegenstelling tot de andere Belgische gemeenten namen de Brusselse gemeenten niet deel aan de gemeentefusies van 1964, 1970 en 1975. Enkele gemeenten werden daarentegen in de loop van de geschiedenis wel ingelijfd door Brussel-stad, namelijk Laken, Haren en Neder-Over-Heembeek in 1921.
Met een oppervlakte van 32,6 km² en een inwonertal van 183.287 inwoners is Brussel-stad zowel de grootste als de meest bevolkte gemeente in het Brussels Hoofdstedelijk Gewest. Koekelberg is met 21.886 inwoners het minst bevolkt. Sint-Joost-ten-Node is met een oppervlakte van 1,1 km² de kleinste gemeente maar heeft met 23.358 inwoners per km² de grootste bevolkingsdichtheid van de 19 gemeenten.

## Lijst
Deze alfabetische lijst bevat de 19 gemeenten in het Brussels Hoofdstedelijk Gewest. 
| Gemeente               | Vlag | Wapen | Postcode                     | Inwonertal (2022) | Oppervlakte (km²) | Dichtheid |
| ---------------------- | ---- | ----- | ---------------------------- | ----------------- | ----------------- | --------- |
| Anderlecht             |      |       | 1070                         | 121.394           | 17,71             | 6 855     |
| Brussel (stad)         |      |       | 1000, 1020, 1040, 1120, 1130 | 187.686           | 32,61             | 5 755     |
| Elsene                 |      |       | 1050                         | 86.917            | 6,34              | 13 709    |
| Etterbeek              |      |       | 1040                         | 48.223            | 3,15              | 15 309    |
| Evere                  |      |       | 1140                         | 43.481            | 5,02              | 8 662     |
| Ganshoren              |      |       | 1083                         | 25.202            | 2,46              | 10 245    |
| Jette                  |      |       | 1090                         | 52.604            | 5,04              | 10 437    |
| Koekelberg             |      |       | 1081                         | 21.997            | 1,17              | 18 801    |
| Oudergem               |      |       | 1160                         | 34.937            | 9,03              | 3 869     |
| Schaarbeek             |      |       | 1030                         | 130.270           | 8,14              | 16 004    |
| Sint-Agatha-Berchem    |      |       | 1082                         | 25.288            | 2,95              | 8 572     |
| Sint-Gillis            |      |       | 1060                         | 48.498            | 2,52              | 19 245    |
| Sint-Jans-Molenbeek    |      |       | 1080                         | 97.102            | 5,89              | 16 486    |
| Sint-Joost-ten-Node    |      |       | 1210                         | 26.809            | 1,14              | 23 517    |
| Sint-Lambrechts-Woluwe |      |       | 1200                         | 58.448            | 7,22              | 8 095     |
| Sint-Pieters-Woluwe    |      |       | 1150                         | 42.106            | 8,85              | 4 758     |
| Ukkel                  |      |       | 1180                         | 84.647            | 22,91             | 3 695     |
| Vorst                  |      |       | 1190                         | 56.271            | 6,25              | 9 003     |
| Watermaal-Bosvoorde    |      |       | 1170                         | 25.190            | 12,93             | 1 948     |